# Шлинк, Бернхард
Бе́рнхард Шлинк (нем. Bernhard Schlink; род. 6 июля 1944, Билефельд) — немецкий юрист и писатель.

## Биография
Бернхард Шлинк родился 6 июля 1944 года в семье профессора теологии Эдмунда Шлинка, переехавшего в Гейдельберг после войны. Детство и юность Бернхарда прошли в Гейдельберге. Окончив классическую гимназию, он поступил в университет на юридический факультет, позднее переехал в берлинский Свободный университет. Защитив докторскую диссертацию, в 1982 году он получает должность профессора Боннского университета. Занимался конституционным правом.
Примерно в конце восьмидесятых годов начинаются его первые литературные опыты. Сначала вместе со своим другом, а потом один он сочиняет трилогию о частном детективе Гебхарде Зельбе. Подобный поворот в биографии выглядит неординарно: солидный профессор, эксперт по государственному праву вдруг обращается к «несерьёзному» жанру.
Во всех трёх книгах его главный герой сталкивается с событиями, которые так или иначе связаны с непреодолённым прошлым, определяющим и нынешние преступления. «Право — вина — будущее» — под таким заголовком в 1988 году Шлинк опубликовал своё первое публицистическое эссе, где затрагиваются темы, позднее ставшие ключевыми для романа «Чтец». Прежде всего — тема внутреннего конфликта «второго поколения», разрывающегося между желанием понять истоки преступлений, совершённых поколением родителей, и стремлением осудить эти преступления.
Бернхард Шлинк стал первым западногерманским профессором права, который уже в 1990 году начал преподавать в восточноберлинском университете имени Гумбольдта, профессором которого он является и до сих пор.